# 洁山都督府
洁山都督府，唐朝羁縻都督府名。
显庆二年（657年）以西突厥突骑施阿利施部置，治所在今哈萨克斯坦阿拉木图一带。约公元8世纪前期废。 